# Alexander Boteler

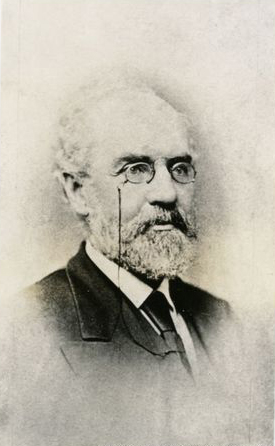
Alexander Boteler

Alexander Robinson Boteler (* 16. Mai 1815 in Shepherdstown, Jefferson County, Virginia (jetzt West Virginia); † 8. Mai 1892 ebenda) war ein US-amerikanischer Politiker, der den Bundesstaat Virginia im US-Repräsentantenhaus und im Konföderiertenkongress vertrat.

## Werdegang
Boteler graduierte 1835 am Princeton College und beschäftigte sich anschließend mit landwirtschaftlichen und literarischen Arbeiten. Er entschied sich 1858 eine politische Laufbahn einzuschlagen, indem er als Oppositionist für einen Sitz im US-Repräsentantenhaus kandidierte, wo er nach erfolgreicher Wahl von 1859 bis 1861 tätig war. Beim Ausbruch des Sezessionskriegs trat er in die Konföderiertenarmee ein, wo er im Verlauf des Kriegs Mitglied von General Thomas J. „Stonewall“ Jacksons Stab wurde. Ferner wählte ihn die Virginia Convention 1861 zum Delegierten im Provisorischen Konföderiertenkongress. Er wurde auch im selben Jahr als Demokrat in den Konföderiertenkongress gewählt, wo er von 1862 bis 1864 verblieb.
Nach dem Krieg wurde er 1876 zum Mitglied der Centennial Commission ernannt sowie später durch Präsident Chester A. Arthur zum Mitglied der Tariff Commission. Er war auch Beamter mit Zuständigkeit für Begnadigungen (Pardon clerk) im US-Justizministerium unter Minister Benjamin H. Brewster. Boteler starb am 8. Mai 1892 in Shepherdstown und wurde auf dem örtlichen Elmwood Cemetery beigesetzt, wo auch seine Ehefrau Helen Stockon Boteler begraben liegt.